# 组态态函数
组态态函数（configuration state function，CSF）在量子化学中用于指称一组斯莱特行列式的具有确定对称性的线性组合（也可以是单个具有确定对称性的斯莱特行列式）。组态态函数不应与电子组态的概念相混淆。

## 定义
CSF 在量子化学中用于指称一组斯莱特行列式的具有确定对称性的线性组合。在构建时需要使得得到的 CSF 具有与体系波函数{\displaystyle \Psi }相同的量子数。在组态相互作用方法中，体系波函数可以表示为 CSF 的线性组合。如下式所示：
式中 {\displaystyle \psi _{k}} 表示 CSF。式中的线性组合系数 {\displaystyle c_{k}} 可以通过下面的方法求得：用上面展开式给出的 {\displaystyle \Psi } 来计算哈密顿量的矩阵，将矩阵对角化后，相应的本征矢就给出了所有的展开系数。CSF 还用于代替单个斯莱特行列式来进行多组态自洽场方法的计算。
对于原子结构，CSF 同时是下列算符的本征函数：
- 轨道角动量平方算符，{\displaystyle {\hat {L}}^{2}}；
- 轨道角动量 {\displaystyle z} 分量算符，{\displaystyle {\hat {L}}_{z}}；
- 自旋角动量平方算符，{\displaystyle {\hat {S}}^{2}}；
- 自旋角动量 {\displaystyle z} 分量算符，{\displaystyle {\hat {S}}_{z}}。

在线型分子中，{\displaystyle {\hat {L}}^{2}}与哈密顿不对易，因此 CSF 不再是 {\displaystyle {\hat {L}}^{2}} 的本征函数。但是，轨道角动量 {\displaystyle z} 分量量子数仍然是好量子数，CSF 仍然是 {\displaystyle {\hat {L}}_{z}}， {\displaystyle {\hat {S}}^{2}} 和 {\displaystyle {\hat {S}}_{z}} 的本征函数。在多原子非线型分子中，CSF 必须与分子点群的不可约表示具有相同的对称性性质。这是因为哈密顿量与相应的点操作算符对易。 在这种情况下，{\displaystyle {\hat {S}}^{2}} and  {\displaystyle {\hat {S}}_{z}} 对应的量子数仍然是好量子数。CSF 仍是它们的本征函数。

## 从组态到组态态函数
CSF 是从组态里面得到的。组态是电子在轨道上分布的一种方式。{\displaystyle 1s^{2}} 和 {\displaystyle 1\pi ^{2}} 都是组态的例子，前者是原子组态，后者是分子组态。
对于每个给定的组态，我们可以构造数个 CSF。CSF 有时也叫做 N 粒子对称匹配基函数（N-particle symmetry adapted basis functions）。与给定的组态相关联的电子数目是一定的（用 {\displaystyle N} 表示）。从组态构造 CSF 的时候，需要考虑与该组态相关的自旋轨道。
例如，与 {\displaystyle 1s} 轨道相关的自旋轨道有两个：
式中 {\displaystyle \alpha ,\;\;\;\beta } 分别表示单电子的自旋向上和向下的自旋本征函数。类似地，对线型分子（{\displaystyle C_{\infty {\rm {v}}}} 点群）的 {\displaystyle 1\pi } 轨道，有四个对应的自旋轨道：
这是因为 {\displaystyle \pi } 轨道对应的轨道角动量 {\displaystyle z} 分量量子数有两个：{\displaystyle +1} 与 {\displaystyle -1}。.
我们可以把这些自旋轨道（设其总个数为 {\displaystyle M}）视作各自可以容纳一个电子的箱子。考虑将 {\displaystyle N} 个电子分配到 {\displaystyle M} 个箱子中的所有方式。每一种方式对应一个斯莱特行列式 {\displaystyle D_{i}}。这样的斯莱特行列式的数目由组合数给出。由于电子不可分辨，电子与箱子的相对顺序是无关紧要的。
下一步是构造 CSF，为了得到 {\displaystyle {\hat {S}}^{2}} 的本征函数（对于原子结构，同时还要求是 {\displaystyle {\hat {L}}^{2}} 的本征函数），需要对这些斯莱特行列式进行线性组合，线性组合的系数 {\displaystyle c_{i}} 可以从克莱布施－戈登系数得出。于是每一个 CSF 都具有下列形式：
Löwdin投影算符法也可以用来求解线性组合的系数。对于给定的任意一组行列式 {\displaystyle D_{i}} 能够找到几组不同的线性组合系数。 每一组对应一个 CSF。这实际上体现了总自旋角动量与总轨道角动量之间的内在耦合。